# STS–50

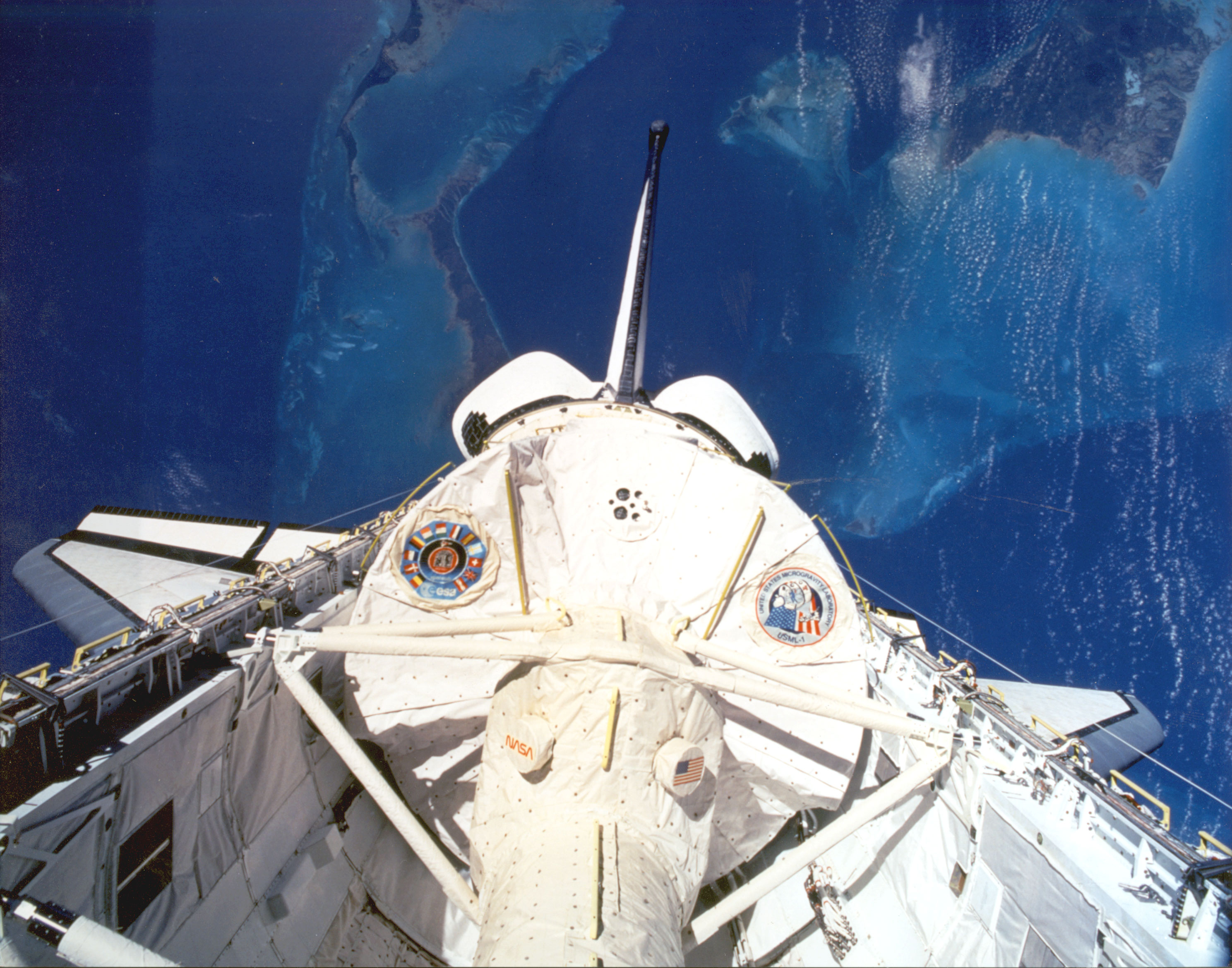
A Spacelab modul a Columbia rakterében

Az STS–50 az amerikai űrrepülőgép-program 48., a Columbia űrrepülőgép 12. repülése.

## Jellemzői
A kereskedelmi (fizetős) megrendelések felhalmozódása miatt a NASA a Spacelab mikrogravitációs laboratóriumban (USML–1) elvégzendő feladatokra összpontosított. A közel 14 napos út az addigi leghosszabb volt az űrrepülőgép-program történetében.

### Első nap
1992. június 25-én a szilárd hajtóanyagú gyorsítórakéták, Solid Rocket Booster(SRB) segítségével Floridából, a Cape Canaveral (KSC) Kennedy Űrközpontból, a LC39–A (LC–Launch Complex) jelű indítóállványról emelkedett a magasba. Az orbitális pályája 90,6 perces, 28,5 fokos hajlásszögű, elliptikus pálya perigeuma 302 kilométer, az apogeuma 309 kilométer volt. Felszálló tömeg indításkor 116 693 kilogramm, leszálló tömeg 103 814 kilogramm. Szállított hasznos teher 12 101 kilogramm

## Hasznos teher
1. A nyolcadik Spacelab küldetés során a mikrogravitációs laboratóriumban (USML–1) 31 kísérlet területe: folyadék dinamika, kristály növekedés, égés tudomány, biológiai tudomány és a technológiai műveletek (nagyrészt gyógyszeralapanyag előállítás). Az űrhajósok 12 órás váltásokban hajtották végre az előírt programokat.
2. Polymer Membranes Processing (IPMP) – fizikai és kémiai folyamatok során előforduló polimer képződések vizsgálata.
3. Shuttle Amateur Radio Experiment (SAREX–II) – amatőr rövidhullámú rádiós kapcsolat a Space Shuttle legénységével.
4. Ultraviolet Plume Instrument (UVPI) – az űrrepülőgép hajtóműveinek ellenőrző méréseit végezte,
5. Space Acceleration Measurement System (SAMS) – a Spacelab laboratóriumon belül mérte az  alacsony szintű gyorsulást (külső zavarok hatása a kísérleti, kutatási, anyag előállítási tevékenységekre). A SAMS eszközök több mint húsz űrrepülőgépen, 3,5 éven keresztül a Mir űrállomáson, majd 2006-tól a Nemzetközi Űrállomáson teljesít szolgálatot.
6. Extended Duration Orbiter (EDO) – első alkalommal vették igénybe az űrrepülés feltételeit biztosító készletet. Az alapkészlet 7-10 napos űrszolgálatot tesz lehetővé. A tartalék (mentő), életfeltételeket biztosító készlet (hidrogén, oxigén, nitrogén, szén-dioxid tisztító) 14 napos programhoz biztosít feltételeket. Tervezés alatt van a hosszabb (hónap) időtartamú űrrepülések feltételeinek biztosítása.

### Tizenharmadik nap
1992. július 9-én a rossz időjárási viszonyok miatt a Kennedy Űrközpontban (KSC), kiinduló bázisán szállt le. Összesen 13 napot, 19 órát, 30 percet és 4 másodpercet töltött a világűrben. 9 200 000 kilométert (5 700 000 mérföldet) repült, 221 alkalommal kerülte meg a Földet.

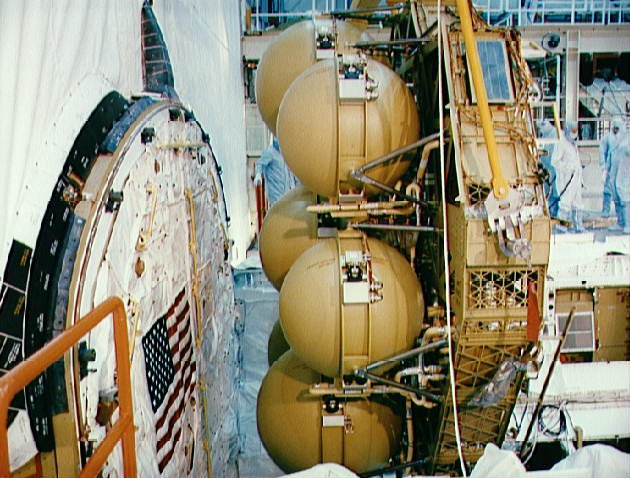
Az EDO

## Személyzet
(zárójelben a repülések száma az STS–50 küldetéssel együtt)
- Richard Richards (3), parancsnok
- Kenneth Dwane Bowersox (1), pilóta
- Bonnie Dunbar (3), rakományparancsnok
- Ellen Baker (2), küldetésfelelős
- Carl Meade (2), küldetésfelelős
- Lawrence DeLucas (1), rakományfelelős
- Eugene Trinh (1), rakományfelelős

### Tartalék személyzet
- Joseph Markel Prahl, rakományfelelős
- Albert Sacco, rakományfelelős

### Visszatérő személyzet
- Richard Noel Richards (3), parancsnok
- Kenneth Dwane Bowersox (1), pilóta
- Bonnie Jeanne Dunbar(3), rakományparancsnok
- Ellen Baker (2), küldetésfelelős
- Carl Joseph Meade (2), küldetésfelelős
- Lawrence DeLucas (1), rakományfelelős
- Eugene Huu-Chau Trinh (1), rakományfelelős